# 地獄の掟に明日はない
『地獄の掟に明日はない』（じごくのおきてにあすはない）は、1966年10月30日（日曜日）に公開された日本映画。高倉健主演、降旗康男監督。東映東京撮影所製作、東映配給。東映スコープ、カラー、90分。
計20本の映画を撮った高倉健・降旗康男コンビによるその第一作。本作での高倉は原爆症に悩むヤクザという異色の設定。ラストは1937年のフランス映画『望郷』の焼き直し。また高倉の任侠映画の名セリフ「死んで貰います」が最初に使われた映画とされる。

## あらすじ
競輪場利権をめぐって新旧勢力が血生臭い争いを続ける長崎の街を舞台に、原爆症に冒されたヤクザの幹部が二大組織の抗争に巻き込まれていく。　

## スタッフ
- 監督：降旗康男
- 企画：植木照男、矢部恒
- 脚本：高岩肇、長田紀生
- 撮影：林七郎
- 録音：井上賢三
- 照明：大野忠三郎
- 美術：中村修一郎
- 音楽：八木正生
- 編集：長沢嘉樹
- 助監督：寺西国光
- 進行主任：東映化学工業株式会社

## 出演者
- 滝田一郎：高倉健
- 郡司源一郎：三國連太郎
- 岩城由紀：十朱幸代
- あけみ：南田洋子
- 権藤勇造：佐藤慶
- 北島信吾：今井健二
- 山崎武雄：河津清三郎
- 岩城明：串田和美
- 次郎：石橋蓮司
- 美子：皆川和子
- 国景子
- 三好：関山耕司
- 男A：佐藤晟也
- 医師：田畑孝
- 吉田：北川恵一
- 川上：八名信夫
- 倉島：久保一
- 日尾孝司
- 岡部：山内義夫
- 医者：片山滉
- 常次郎：植田灯孝
- 大庭：秋山敏
- 健太：小林稔侍
- 山之内修
- 信実和徳
- ホテルのボーイ：松平峯夫
- 水城一狼
- 権藤の助ッ人A：沢田浩二
- 上園文雄
- 久保比左志
- 村山仁
- 木川哲也

## 製作

### 企画
降旗康男は、急に別映画の監督に移った佐藤純彌の代わりに『非行少女ヨーコ』で監督デビューを果たすが、これ以前に『網走番外地』のプロデューサー・植木照男と高倉健主演を想定して『地獄の掟に明日はない』の元になった『男の町』という題名の脚本を書いていた。当時「網走番外地シリーズ」が上手くいかず、撮影が延び、東映は高倉のシャシンが欲しいため、急遽、佐藤らがやっていた脚本で撮ることになった。しかし『男の町』ではお客が入らないと、東映に勝手に『地獄の掟に明日はない』とタイトルを変えられた。

### 脚本
最初の脚本は広島で被爆したヤクザの苦悩を前面に出し、広島の周辺都市・山口県岩国市や宇部市の基地問題を絡めた社会性の強い話だった。しかし長田紀生がまとめた脚本を高岩肇が東映ヤクザ映画調に書き直し、広島ではなく長崎での被爆に変更され、高倉扮するヤクザが原爆症で悩むという話がテーマだったが、社会的な話はほぼ全部削られた。降旗は何とか元の形に戻そうとしたが、時間がなく上手くいかなかった。

### 撮影
封切り25日前にクランクインし、すぐに二週間長崎ロケに入り、残りは東映東京のスタジオでセット撮影。過酷なスケジュールで高倉から降旗への質問も一切なし。0号試写前日までダビング等を行い完成。

## 作品の評価
降旗は所属する東映東京が量産していた高倉主演の「昭和残侠伝」「網走番外地」各大ヒットシリーズとの違いを出そうと高倉に背広を着せた。東映社内では評判は良かったが、あまりヒットせず。当時の東映企画本部長・岡田茂から『健坊は着流しとかジャンパーを着せたらお客が入るけど、背広着せたらお客が入らん』と文句を言われたという。
しかし高倉からは「（妻の）江利チエミがとてもいいと言っていたよ」と言葉をかけてもらったという。

## 同時上映
- 『任侠柔一代』
- 主演：村田英雄 / 監督：中島貞夫

## 映像ソフト
1988年10月14日（金曜日）、東映ビデオから本作を収録したVHSビデオソフトが発売された（品番：TE-B362）。2007年12月7日（金曜日）に同じく東映ビデオからDVDビデオソフトが発売されてからは、同社によるDVDの再販が繰り返されている（品番：DSTD-02746）。
本作は、2019年2月26日（火曜日）にデアゴスティーニ・ジャパンが発売した「隔週刊 東映任侠映画傑作DVDコレクション」第109号の収録作品にもなっている。